# Schempp-Hirth Gö-3
Die Göppingen Gö 3 Minimoa war ein 1935 von der Firma Sportflugzeugbau Göppingen Martin Schempp entwickeltes Segelflugzeug.

## Geschichte

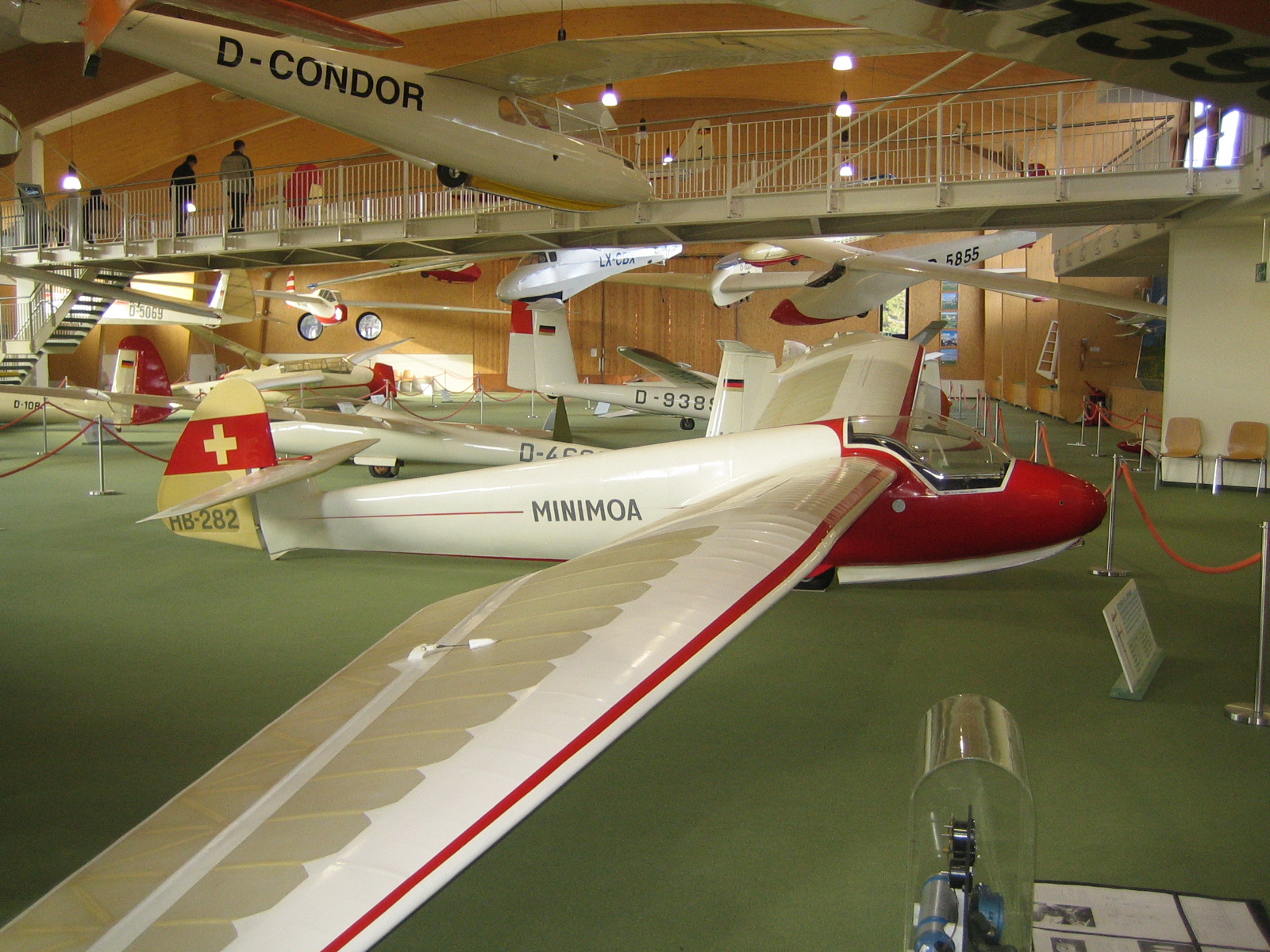
Eine Gö-3 Minimoa, ausgestellt im Deutschen Segelflugmuseum mit Modellflug auf der Wasserkuppe

Nach der Entwicklung der Gö-1 „Wolf“ und dem Einzelstück Gö-2, war die Minimoa das dritte von Martin Schempp und Wolf Hirth zusammen entwickelte Flugzeug. Der Entwurf stammte von Hirth und Wolfgang Hütter. Als Vorbild diente die von Friedrich Wenk entworfene und von Edmund Schneider gebaute Einzelanfertigung „Moazagotl“, mit der Hirth einige aufsehenerregende Streckenflüge absolvierte und 1934 an einer Segelflug-Expedition in Südamerika teilgenommen hatte.
Da das „Moazagotl“ mit 20 Metern Spannweite sehr umständlich in der Handhabung (insbesondere am Boden) war, hatte Hirth die Idee einer verkleinerten Version (daher die Bezeichnung Minimoa = Miniatur Moazagotl), die Leistung, einfache Handhabung und geringe Anschaffungskosten vereinen sollte.
Der unter hohem Zeitdruck gefertigte Prototyp mit dem Kennzeichen D-Göppinger Industrie war ein Schulterdecker mit Pendelhöhenruder, der erst wenige Tage vor dem Rhönwettbewerb 1935 fertiggestellt wurde. Mit Hirth am Steuer gelangen einige Streckenflüge, die das Interesse zahlreicher Kunden an der Minimoa weckten. Nach dem Bau von vier Versuchsmustern und der Überarbeitung der Konstruktion zum Mitteldecker mit konventionellem Kreuzleitwerk ging das Flugzeug 1936 in Serie.
Bis 1939 wurde 110 Minimoa bei Schempp-Hirth in Göppingen und Kirchheim unter Teck gebaut. Die meisten Exemplare wurden durch Fliegergruppen des Deutschen Luftsportverbandes bzw. des Nationalsozialistisches Fliegerkorps abgenommen. Eine unbekannte Anzahl an Maschinen wurde exportiert.

### Mo2a –Mozwoa
Noch vor Beginn der Serienproduktion gab es Pläne für eine doppelsitzige Version der Minimoa. Diese wurden 1937 realisiert und eine doppelsitzige Maschine mit Wölbklappen und einem um 36 cm verlängerten Rumpf gefertigt. Für den Umbau war maßgeblich Wolfgang Hütter verantwortlich.
Das Einzelstück nahm am Rhönwettbewerb 1937 teil und wurde auf den englischen Segelflugmeisterschaften in Camphill bei Sheffield vorgeführt. Im Anschluss führte die Deutsche Forschungsanstalt für Segelflug mit dem Flugzeug Messflüge durch. Anschließend flog der Doppelsitzer auf dem Hornberg und auf dem alten Flughafen in Erfurt. Über den Verbleib ist nichts bekannt.

## Konstruktion
Der Aufbau der Minimoa bestand im Wesentlichen aus einer mit Sperrholz beplankten Holzgerippekonstruktion für den Rumpf und stoffbespannten Tragflächen. Charakteristisch für den freitragenden Mitteldecker ist sein Knickflügel, der nach dem Knick stark gepfeilt ist. Die Flügelform ging auf Friedrich Wenk zurück, der das Moazagotl entworfen hatte. Diese Silhouette wurde später zum Firmenlogo der Schempp-Hirth Flugzeugbau GmbH. Der Segelflug-Index beträgt 76.

## Erfolge
Wolf Hirth gelang mit dem Prototyp im Sommer 1935 beim 16. Rhönwettbewerb ein Streckenflug von 420 km ins tschechische Slavonice. Der weiteste Streckenflug mit einer Minimoa erfolgte 1939 durch den Fluglehrer Erich Vergens von Trebbin nach Tiefenried in Oberbayern über 523 Kilometer.

## Technische Daten
| Kenngröße              | Daten                |
| ---------------------- | -------------------- |
| Besatzung              | 1                    |
| Spannweite             | 17,00 m              |
| Länge                  | 7,00 m               |
| Flügelfläche           | 20 m²                |
| Flügelstreckung        | 15,2                 |
| Flächenbelastung       | 14,5 kg/m²           |
| Gleitzahl              | 26 bei 85 km/h       |
| Geringstes Sinken      | 0,49 m/s bei 68 km/h |
| Mindestgeschwindigkeit | 60 km/h              |
| Höchstgeschwindigkeit  | 220 km/h             |
| Leermasse              | 200 kg               |
| Startmasse             | 350 kg *             |

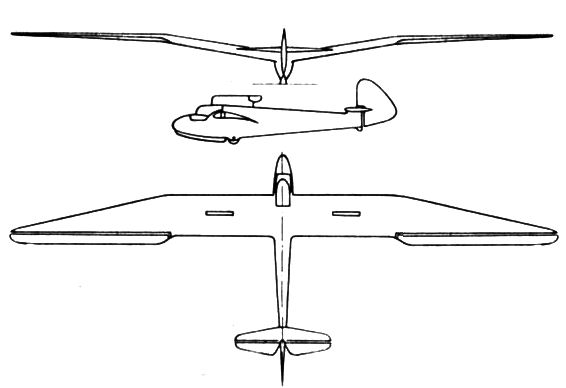
Dreiseitenansicht

 * Zuladung 75 kg und 75 kg Wasserballast

## Erhaltene Exemplare

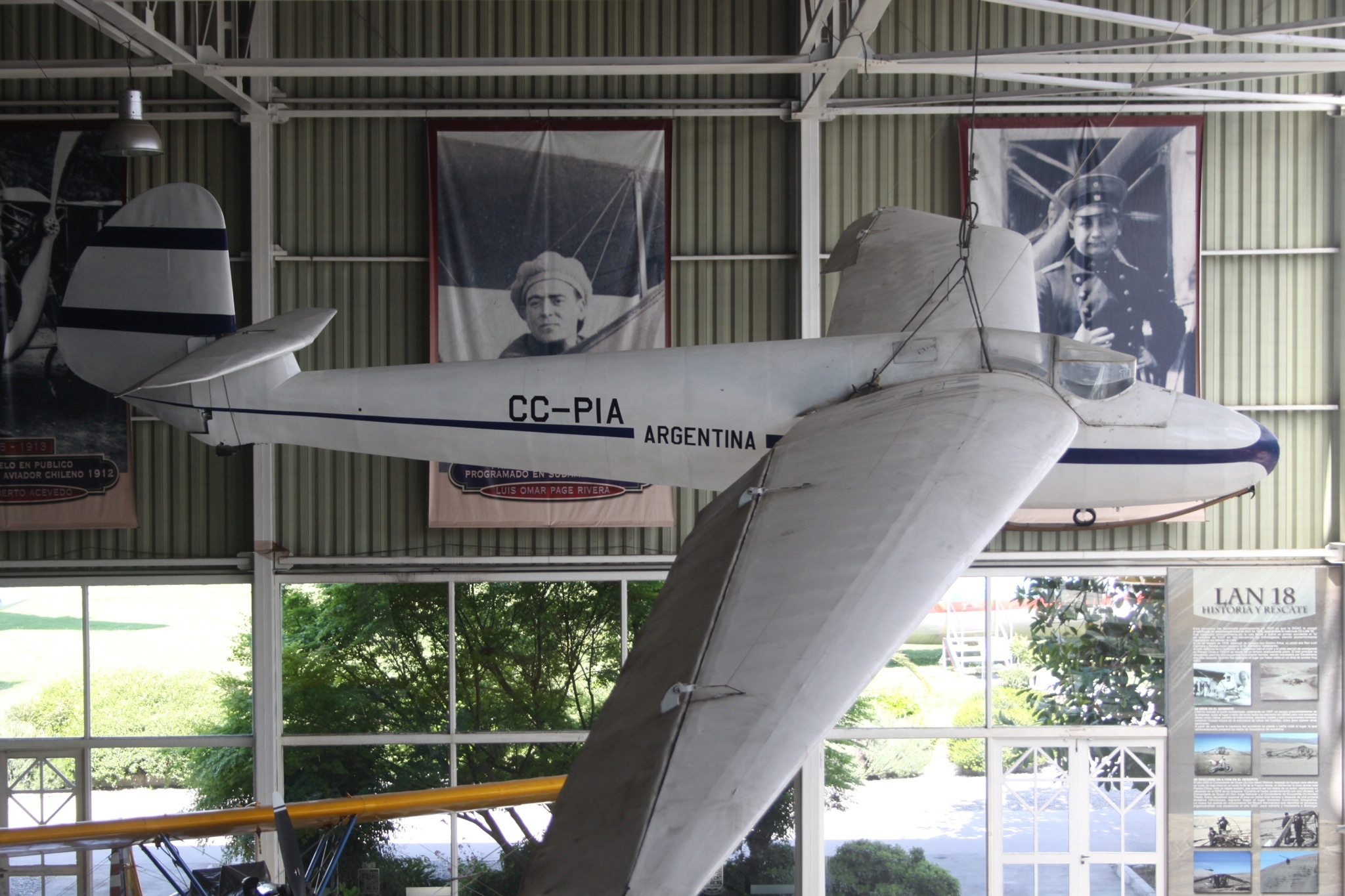
In Santiago de Chile ausgestellte Minimoa

Von den über 100 gebauten Minimoa überlebte nur eine kleine Anzahl den Zweiten Weltkrieg. Derzeit existieren sechs Exemplare in flugfähigem Zustand. Eine lange Zeit in den USA zugelassene Minimoa wurde Mitte der 1990er-Jahre unter Mithilfe des Deutschen Aero-Clubs zurück nach Deutschland geholt. Die mehr als 20 Jahre in Aventoft stationierte Maschine wurde 2013 als bewegliches Kulturdenkmal in die schleswig-holsteinische Liste der Kulturdenkmale eingetragen. Mittlerweile gehört das Flugzeug einer Haltergemeinschaft in Braunschweig. Weitere originale Minimoa fliegen in Kirchheim/Teck, Großbritannien und Japan, sowie zwei originalgetreue Nachbauten in den Niederlanden und Süddeutschland.
Insgesamt drei Minimoa sind in Museen erhalten geblieben. Je ein Exemplar befindet sich im Museo Aeronautico in Santiago de Chile, dem National Soaring Museum in Elmira in den USA und im Deutschen Segelflugmuseum mit Modellflug auf der Wasserkuppe.